# Botazo (náutica)

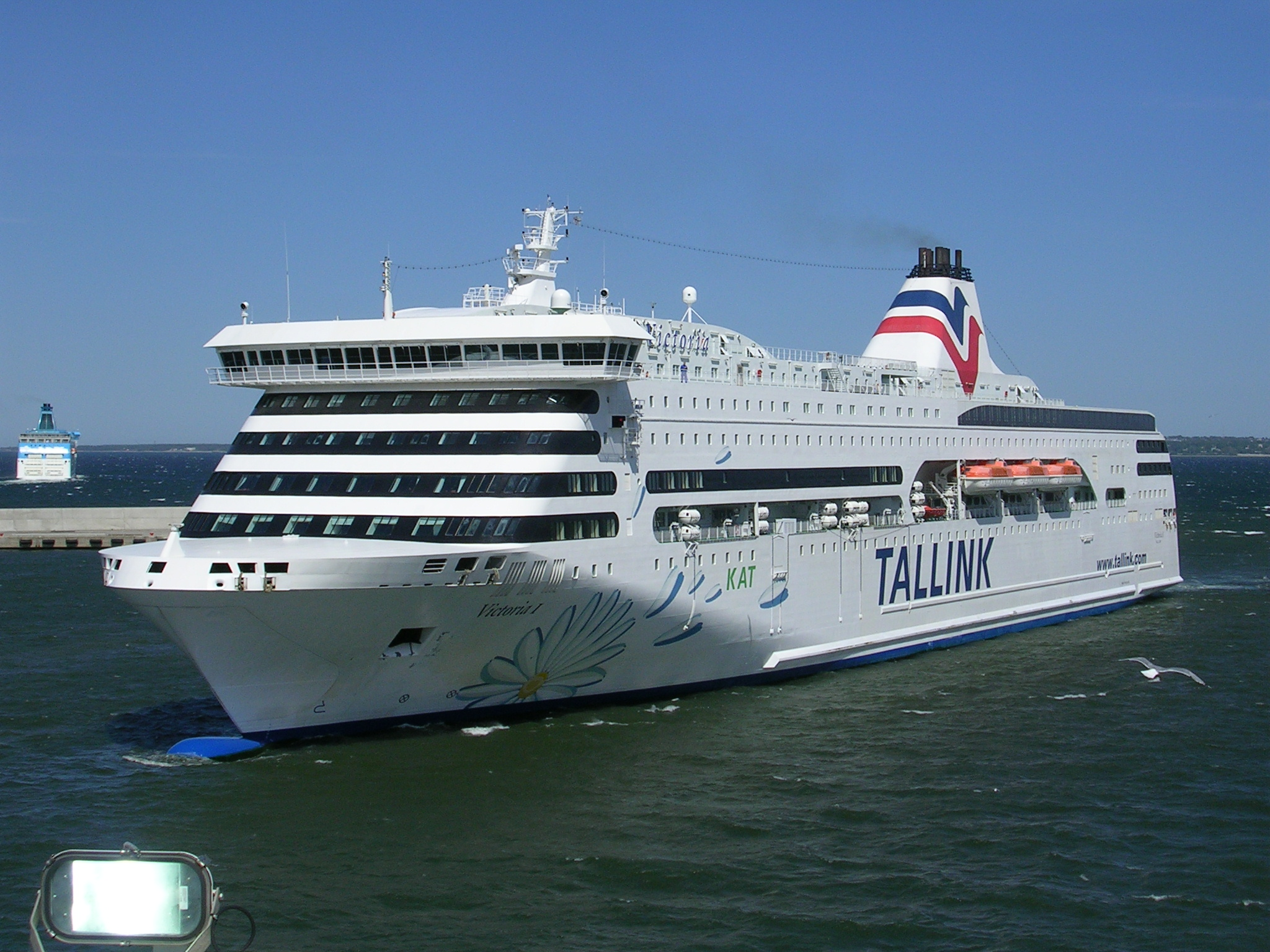
Botazo en un transbordador.

En náutica, el Botazo es el refuerzo colocado en los laterales, a lo largo de la sección prismática del casco de una embarcación a fin de dar mayor rigidez al área de contacto del buque con el muelle.
En la fotografía se observa dos estructuras longitudinales del tipo semitubular por encima de la línea de flotación.
Los botazos siempre son de materiales acordes al casco que pretenden proteger, y a las dimensiones de la embarcación. Los hay de goma o madera para embarcaciones deportivas y de acero para buque de porte mayor.